# 北斋漫画

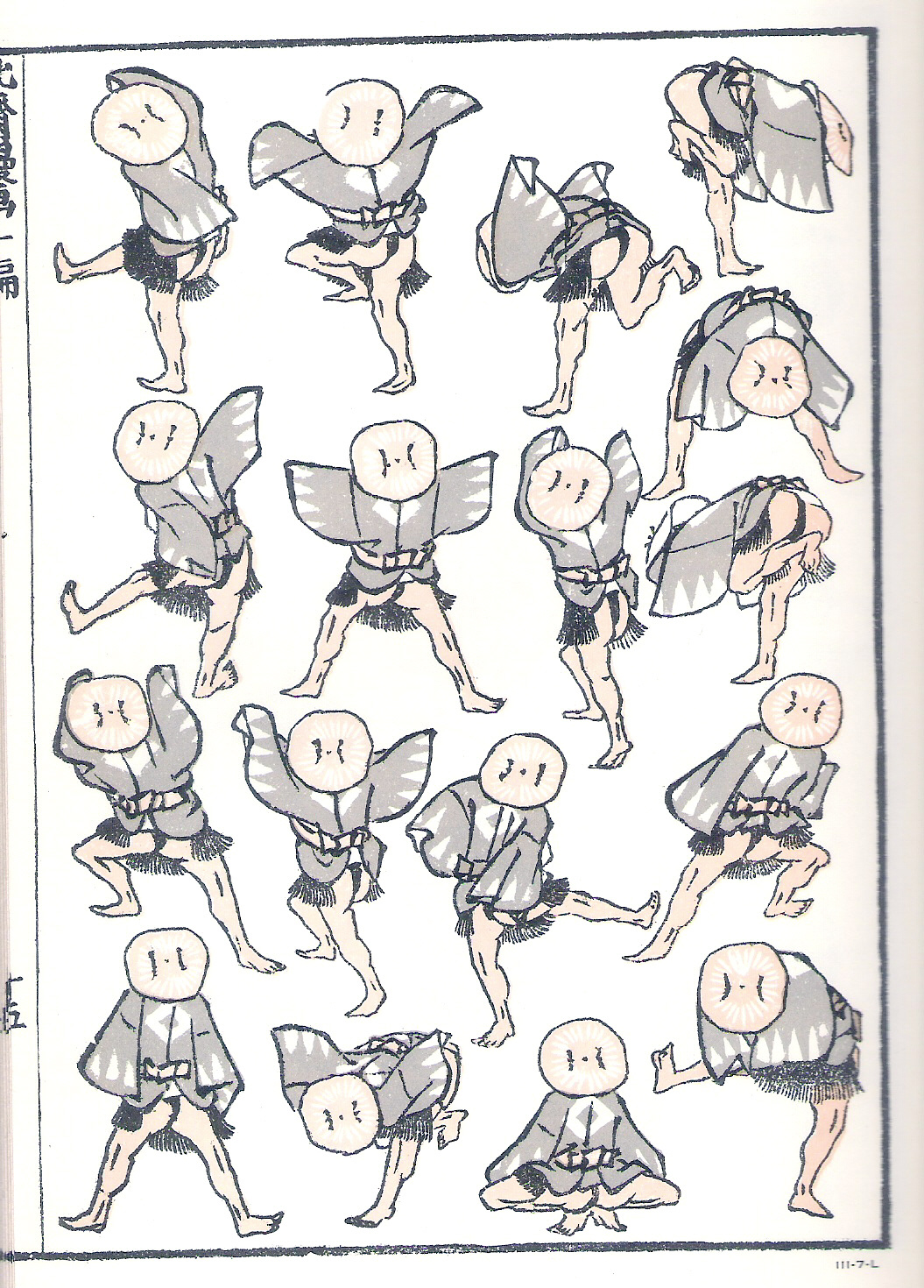

北斋漫画（日语：／ Hokusai Manga）是日本江户时代浮世绘师葛饰北斋的绘本画集，全15篇，约4千幅图，彩色折绘本，由三种颜色（黑色、灰色、肉色）印刷。文化11年（1814年），北斋54岁（画号为戴斗）时首版。作为学习绘画的典范教材，在当时大受好评。其中包括市井百态、山水鸟兽、神佛妖怪等，甚至是西方远近法都有涉及。